# Julián Zugazagoitia
Julián Zugazagoitia Mendieta (Bilbao, 5 de febrero de 1899-Madrid, 9 de noviembre de 1940) fue un político, periodista y escritor español. Miembro del PSOE desde temprana edad, llegaría a ser uno de sus más destacados miembros. Conocido como «Zuga» en los ambientes políticos, también utilizó los seudónimos de «Fermín» y «Julián Mendieta».
Durante los años de la Segunda República desarrolló una gran actividad política, siendo elegido varias veces diputado en las Cortes republicanas. En esta época también destacó como director del diario El Socialista, órgano oficial del PSOE. Tras el estallido de la guerra civil española llegaría a ejercer como ministro de la Gobernación en el gobierno presidido por Juan Negrín. Al final de la contienda se exilió en Francia, pero sería capturado por la Gestapo tras la ocupación nazi del país galo y entregado a las autoridades franquistas. Juzgado en consejo de guerra y condenado a muerte, fue fusilado en 1940.

## Biografía

### Carrera política
Nació en Bilbao el 5 de febrero de 1899. Hijo de un obrero metalúrgico llamado Fermín Zugazagoitia (en varios de sus artículos usó como seudónimo Fermín Mendieta), se afilió a las Juventudes Socialistas de la agrupación bilbaína al poco de crearse, y de la que fue presidente en 1920. Desde este puesto se enfrentó y opuso al proceso de escisión que daría lugar a la creación del Partido Comunista de España (PCE). Estuvo muy influido por Tomás Meabe, el propio Pablo Iglesias (fundador del PSOE) e Indalecio Prieto.
Militante del Partido Socialista Obrero Español, su acercamiento a las posiciones más moderadas dentro de las organizaciones socialistas se debía a que, más que una formación doctrinal, su elección estuvo muy marcada por el humanismo. Durante la dictadura de Primo de Rivera fue condenado a destierro en Santoña, en donde inició su carrera literaria.
Emuló a su padre y fue elegido concejal para el Ayuntamiento de Bilbao en las elecciones municipales de abril de 1931 que propiciaron el fin de la monarquía de Alfonso XIII. Después obtuvo el acta de diputado al Congreso en las elecciones a Cortes Constituyentes de 1931 por la provincia de Badajoz. Perteneciente al ala «prietista» del PSOE, se le ha considerado un aliado fiel de Indalecio Prieto. En los comicios de febrero de 1936 obtendría acta de diputado por la circunscripción de Vizcaya (capital).
Zugazagoitia fue cofundador de la Asociación de Amigos de la Unión Soviética, el 11 de febrero de 1933, creada en unos tiempos en que la derecha sostenía un tono condenatorio en relación con los relatos sobre las conquistas y los problemas del socialismo en la URSS.

### Guerra Civil
Tras el estallido de la guerra civil española fue uno de los escasos dirigentes socialistas que permaneció en Madrid al producirse el asalto franquista. En agosto de 1936, tras producirse la matanza de la cárcel Modelo de Madrid, desde las páginas del diario El Socialista hizo una fuerte condena de aquellos sucesos. Llegaría a señalar que «[...] para juzgar a cuantos hayan delinquido disponemos de la Ley. Mientras dispongamos de ella, necesitamos acatarla. Con ella todo es lícito, sin ella nada».
Al caer el gobierno de Francisco Largo Caballero, tras los sucesos de mayo de 1937, fue nombrado ministro de la Gobernación por el nuevo presidente Juan Negrín; en palabras del historiador Paul Preston, fue designado para el cargo «por su firme compromiso con el restablecimiento de la ley y el orden». Zugazagoitia compartía con Negrín la idea de que no se debía rendir el gobierno legítimo de la República a los sublevados, aunque fue contrario a la participación del Partido Comunista en el gobierno y, en ese sentido, próximo a las tesis de Indalecio Prieto. En su etapa como ministro creó el Departamento Especial de Información del Estado (DEDIDE), un servicio de inteligencia supervisado por él, que tenía como objetivo la represión de quintacolumnistas y saboteadores izquierdistas. En su haber también estuvo el nombramiento de Julia Álvarez Resano como gobernadora civil de la provincia de Ciudad Real, dándose la circunstancia de que fue la primera mujer en desempeñar un cargo de este tipo.
Ejercería como ministro de Hacienda, con carácter interino, entre el 6 y el 27 de septiembre de 1937.
Durante el conflicto contribuyó al trato humano de los prisioneros de guerra y se le atribuye haber permitido abandonar la zona republicana para salvar la vida al escritor Wenceslao Fernández Flórez. Desde su cargo como ministro de la Gobernación intervendría para salvar las vidas de numerosos falangistas bajo custodia republicana. Por el contrario, a pesar de todos sus esfuerzos se mostró impotente para indagar el paradero del político Andrés Nin, desaparecido a manos de agentes soviéticos. Ejercería el cargo de ministro hasta abril de 1938. Desde esa fecha hasta el final de la guerra civil, Zugazagoitia desempeñó la Secretaría General de Defensa Nacional.

### Exilio y fusilamiento
Salió al final de la guerra desde Cataluña hasta Francia. En Collioure fue el encargado de pronunciar el elogio fúnebre en el entierro del poeta Antonio Machado.
Zugazagoitia fijó su residencia en París. Sin embargo, tras la ocupación alemana de Francia, fue detenido el 27 de julio de 1940 por la Gestapo. Se había quedado en París, a diferencia de otros dirigentes socialistas que ya habían abandonado la capital francesa por temor a ser arrestados por los nazis, porque, según relató a la policía franquista, quería asistir así «a uno de los grandes sucesos de la historia de nuestro siglo». Sería entregado a las autoridades franquistas junto al también periodista socialista Francisco Cruz Salido, el político Teodomiro Menéndez, el director de escena Cipriano Rivas Cherif —cuñado de Manuel Azaña—, y dos íntimos amigos de este: Carlos Montilla y Miguel Salvador Carreras. El autor de su detención y posterior entrega en España fue el policía Pedro Urraca Rendueles. En un juicio sumarísimo y después de tomar declaración a todos los procesados, el general Arroyo dio por terminada la instrucción de la causa el 16 de octubre, calificando los hechos relatados como constitutivos de delito de rebelión, previsto en el artículo 237 y siguientes del Código de Justicia Militar. En aplicación de dicho código los seis procesados, excepto Teodomiro Menéndez, fueron condenados a muerte el 21 de octubre, aunque posteriormente Rivas Cherif, Montilla y Salvador fueron indultados. El capitán general de la I Región Militar, Andrés Saliquet, firmó la ejecución de la sentencia el 7 de noviembre. El 9 de ese mes, junto con Francisco Cruz Salido y otros catorce presos, fue fusilado a las siete menos cuarto de la mañana en Madrid, junto a las tapias del cementerio de la Almudena.

## Trayectoria periodística y literaria

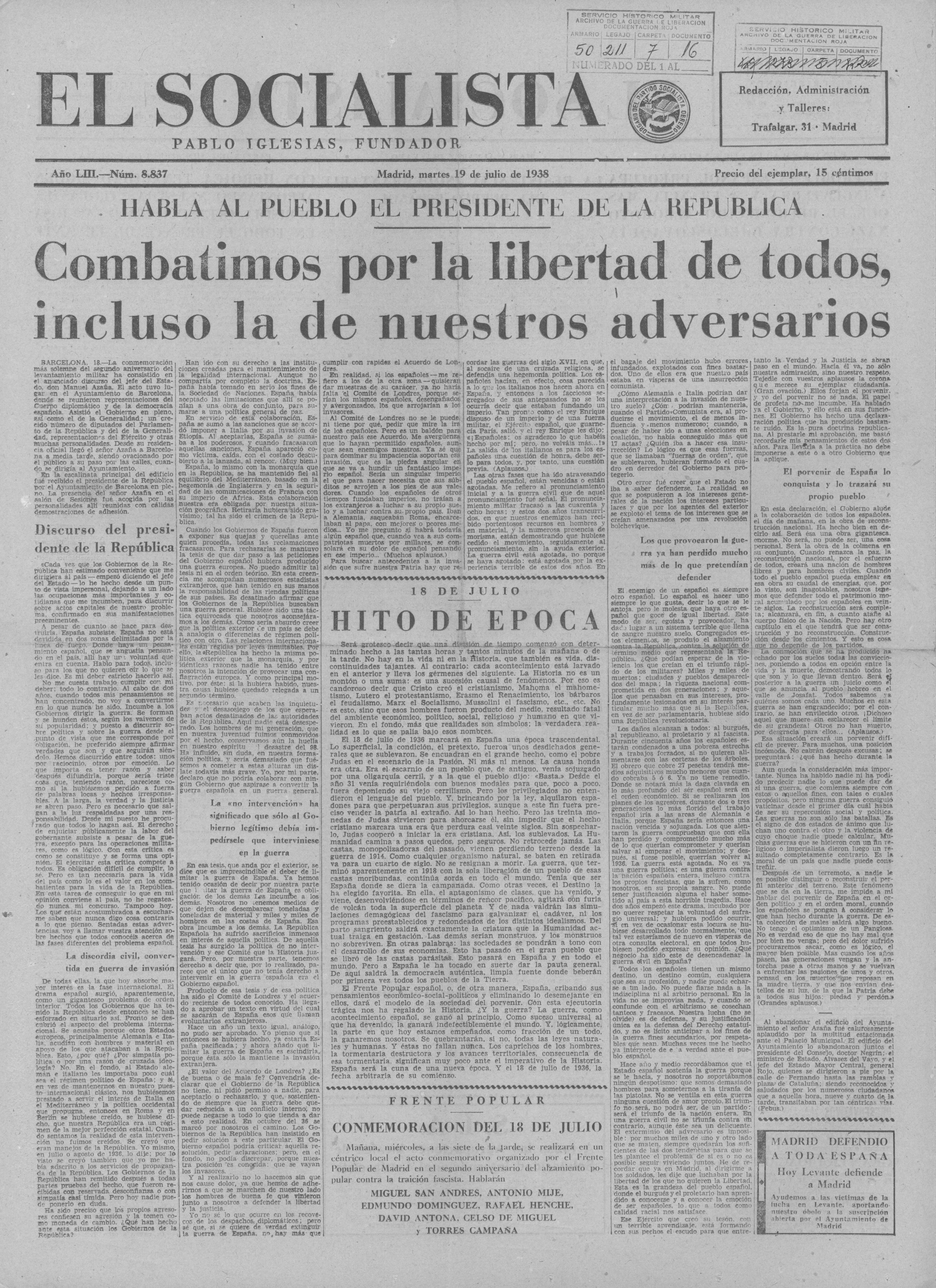
Portada del diario El Socialista, del que Zugazagoitia fue director entre 1932 y 1937.

Zugazagoitia, periodista de profesión, colaboró con numerosas publicaciones de la época. En su Bilbao natal fue redactor del semanario La Lucha de Clases —del cual ejerció como director— y colaborador habitual con el diario El Liberal. Con posterioridad escribiría en el El Socialista de Madrid, órgano de expresión del PSOE, diario del que ejercería como subdirector del mismo, y más adelante, director. Durante su etapa al frente de El Socialista (1932-1937), que coincide con los años de la Segunda República, el rotativo tendría su época de máxima difusión. También colaboraría con periódicos como La Vanguardia y El Diluvio, en Barcelona.
Fue especialmente destacado en su obra los artículos de prensa y a él se debe la biografía del fundador del PSOE: Una vida heróica, Pablo Iglesias (1925, Ediciones Morata), y además Pablo Iglesias. De su vida y de su obra; y una Historia de la guerra en España publicada en Buenos Aires, en 1940, poco antes de su muerte, y años después (1968, 1977 y 2001) con el nombre de Guerra y vicisitudes de los españoles. Otras obras fueron las memorias de Tomás Meabe o Rusia al día en 1932.
Además de su faceta periodística y política, Zugazagoitia es también autor de obra narrativa, que puede encuadrarse dentro de la generación de prosistas del 27: Una vida anónima (1927, Ediciones Morata), El botín (1929), El asalto (1930) y Los trabajos clandestinos, de 1934 e inédita hasta 2005. Con Una vida anónima, segundo de sus trabajos publicados por Javier Morata, Zugazagoitia fue precursor de la novela social de los años cincuenta. En El asalto introdujo innovaciones técnicas, acerca de las cuales el escritor José Díaz Fernández escribió en el periódico El Sol en junio de 1930:

El procedimiento empleado por el autor, combinando historia y ficción, es realmente nuevo entre nosotros los españoles, y puede servir para dar un radio más extenso a este tipo de literatura obrerista. La entrada de elementos nuevos en el agotado campo de los asuntos novelescos significará probablemente, un enriquecimiento del género.

### Guerra y vicisitudes de los españoles
El algo más de un año que vivió en el exilio, desde su salida de España en febrero de 1939 hasta su detención en París en julio de 1940, Zugazagoitia lo dedicó a escribir una serie de artículos para el periódico La Vanguardia de Buenos Aires sobre lo que había ocurrido en la zona republicana durante la guerra civil. Estos artículos fueron reunidos en un libro titulado Historia de la guerra de España, título que no le agradó porque lo que él había pretendido era dar testimonio de lo que había vivido. El historiador italiano Gabriele Ranzato concede un gran valor a ese testimonio «no solo suyo, sino también, indirectamente, de muchos otros protagonistas de aquellas vicisitudes» y sobre todo destaca «el extraordinario esfuerzo de objetividad que lo caracteriza —verdaderamente sorprendente si se considera que había sido escrito en caliente— hasta el punto de alcanzar en algunos momentos el distanciamiento y la serenidad de juicio propios de la gran historiografía». Ranzato coincide con Santos Juliá que considera el libro de Zugazagoitia como «el más valioso de los escritos desde entonces por ningún dirigente de la República».
Su afán crítico no excluía en absoluto a su propio bando, del que consideraba que también tenía su parte de responsabilidad en el desastre de la guerra civil. Por ejemplo, en las primeras páginas del libro se refirió a la interpretación que hizo el Frente Popular de su victoria en las elecciones de febrero de 1936:

La victoria electoral, que no había sido tan rotunda como para menospreciar la fuerzas de las derechas, quiso ser aprovechada sobre la marcha [por el Frente Popular] y de esta prisa se siguió una pérdida evidente de autoridad. Una parte de la opinión que había concedido el sufragio a las izquierdas se sintió arrepentida de su acto. Lamentaba no habérsela dado a la CEDA.

## Reconocimientos
En 1969, durante la dictadura franquista, la Editorial ZYX, en manos de obreros vinculados a movimientos cristianos, dio el primer paso para la recuperación de la obra de Julián Zugazagoitia con la publicación del libro Pablo Iglesias. De su vida y de su obra. Tras la muerte de Franco y como homenaje póstumo, el Ayuntamiento de Bilbao dio el nombre de Julián Zugazagoitia a una calle de la villa. El Ayuntamiento de Madrid decidió asimismo dedicar una calle al dirigente socialista.